# Niphotragulus affinis
Niphotragulus affinis là một loài bọ cánh cứng trong họ Cerambycidae.